# Drosophila punctatonervosa
Drosophila punctatonervosa este o specie de muște din genul Drosophila, familia Drosophilidae, descrisă de Frey în anul 1954. Conform Catalogue of Life specia Drosophila punctatonervosa nu are subspecii cunoscute.